# Sultane validé
Pour les articles homonymes, voir Sultane.

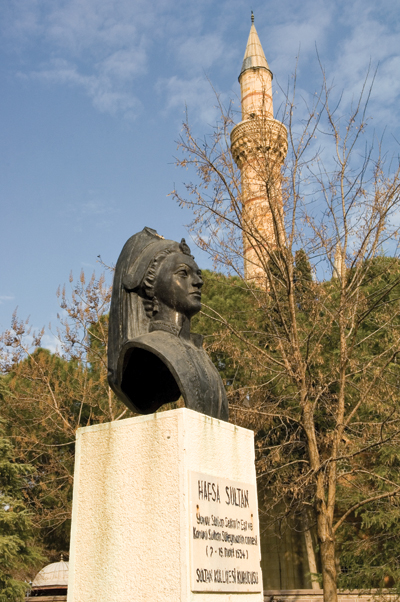
Buste de Hafsa Sultan (1479-1534), sultane validé de l'Empire ottoman et mère de Soliman le Magnifique, Manisa, Turquie.

La sultane validé (en turc ottoman : والده سلطان validé sultan, litt. « mère du sultan ») est le titre porté par la mère d'un sultan en exercice dans l'Empire ottoman. Le terme peut également être traduit par reine mère ou impératrice-mère.
La tradition islamique dispose que « le droit d'une mère est le droit d'Allah ». Par conséquent, la sultane validé avait une influence significative sur les affaires de l'empire.
Au cours des XVIe siècle et XVIIe siècle, durant la période connue sous le nom de sultanat des femmes, une suite de sultans ottomans incompétents ou mineurs ont ainsi été maintenus sous tutelle maternelle, ce qui a permis aux sultanes validés d'accroître leur rôle de reine mère.

## Rôle et influence
Dans l'Empire ottoman, la sultane validé (ou vâlide sultan) est la personne qui détient l'autorité suprême sur le harem du sultan, un rôle détenu par la mère du sultan.
Elle est chargée de la gestion de cette institution, avec l'aide de différents surintendants et du chef des eunuques noirs (appelé également l'agha des filles). Elle est notamment chargée de la vie sociale du harem, de la  planification des fêtes et cérémonies ou encore de la gestion des importantes sommes d'argent qui y entrent.
Elle possède enfin son propre patrimoine et perçoit différentes taxes et rentes sur des biens que le sultan lui attribue.

## Sultanat des femmes
Au XVIIe siècle, certaines sultanes mères ou sultane validé, comme Safiye Sultan et Kösem, exercèrent une influence considérable sur la politique de l'Empire ottoman. Cette période est restée célèbre sous le nom de sultanat des femmes.